# Kødkvæg
Kødkvæg er kvæg, der fremavles til kødproduktion (i modsætning til malkekvæg, der bruges til mælkeproduktion). Kød fra kvæg kaldes for oksekød.